# Heterusia particulata
Heterusia particulata là một loài bướm đêm trong họ Geometridae.